# Comuna Bileakî, Semenivka
Bileakî (în ucraineană Біляки) este o comună în raionul Semenivka, regiunea Poltava, Ucraina, formată din satele Bileakî (reședința), Hrîțaii și Podil.

## Demografie
Componența lingvistică a comunei Bileakî
     Ucraineană (96,79%)
     Rusă (1,82%)
     Alte limbi (0,95%)
Conform recensământului din 2001, majoritatea populației comunei Bileakî era vorbitoare de ucraineană (96,79%), existând în minoritate și vorbitori de rusă (1,82%).